# La Bernerie-en-Retz
La Bernerie-en-Retz (bretonsko Kerverner-Raez) je naselje in občina v zahodnem francoskem departmaju Loire-Atlantique regije Loire. Leta 2012 je naselje imelo 2.603 prebivalce.

## Geografija
Kraj leži v pokrajini Bretaniji ob zalivu Bourgneuf, 46 km jugozahodno od Nantesa.

## Uprava
Občina La Bernerie-en-Retz skupaj s sosednjimi občinami Arthon-en-Retz, Chauvé, Les Moutiers-en-Retz, La Plaine-sur-Mer, Pornic, Préfailles in Saint-Michel-Chef-Chef sestavlja kanton Pornic; slednji se nahaja v okrožju Saint-Nazaire.

## Zanimivosti
- cerkev Notre-Dame-de-Bon-Secours iz 19. stoletja,
- Villa La Garenne iz 19. stoletja,
- Villa Saint-Croix iz leta 1890,
- pristanišče Saint-Jacques.